# Cuatro amigos
Cuatro amigos es la segunda novela del escritor español David Trueba. Se trata de una novela contemporánea de aventuras cuya primera edición fue publicada en enero de 1999 por la editorial Anagrama (colección Narrativas hispánicas). Ha sido traducida al alemán, francés, holandés, inglés, italiano y portugués.

## Reseña
«Cuatro amigos» relata las aventuras, peripecias y problemas que cuatro amigos viven en unas vacaciones de verano improvisadas, hechas con el fin de escapar de sus malas situaciones personales. En el transcurso de las vacaciones se dan cuenta del poder de la amistad, de que sus problemas no se olvidan escapando y que el pasado siempre manda factura. 
Solo y sus mejores tres amigos, Blas, Raúl y Claudio, todos treintañeros, deciden escapar del sofocante y agobiante Madrid de agosto por medio de unas vacaciones espontáneas y sin rumbo fijo, dejando atrás sus trabajos, familia y problemas. Recordando así sus viejos tiempos de juventud, sus juergas desenfadadas y sus excesos con el alcohol y las mujeres. 

## Características literarias
Está escrita en primera persona (el narrador es el protagonista, Solo) y de forma lineal, es decir, la trama sucede de forma cronológica ordenada, aunque en un par de episodios el narrador retrocede (“flashback”) en sus pensamientos para mostrar algún punto importante de su vida pasada (como el momento en que conoció a Bárbara). 
El estilo de redacción es directo, claro, informal, con numerosos diálogos y descripciones. Los diálogos son frescos, de un lenguaje actual, coloquial y con profusión de tacos, jerga y vulgarismos. Abundan las frases jocosas y atrevidas, como: «Dejen paso al pene contemporáneo más brillante de nuestro país» .
Característico de esta obra son las reflexiones con las que se cierra cada capítulo (a excepción del último). Se trata de citas de Escrito en servilletas, un proyecto de novela que el protagonista tiene en mente.

## Espacio
La trama se desarrolla en un verano (las dos últimas semanas de agosto) de los años 90 en los siguientes lugares: la ciudad de Madrid, donde viven los cuatro amigos y punto de partida de las vacaciones-aventura; una playa de la ciudad de Valencia; un restaurante y un cutre “puticlub” de carretera en alguna parte de la provincia de Castellón; el pueblo de Aciago en la provincia de Zaragoza; un hotel perdido en La Rioja; la ciudad de Logroño, y una aldea de la provincia de Lugo llamada Castrobaleas, donde viven los padres del novio de Agustina y lugar donde sucede la boda.

## Personajes

### Personajes principales
- Solo – el protagonista y narrador de la historia. Es un tío con una personalidad indefinida, tranquilo, pero a la vez rebelde, sumergido en sus problemas personales y en el fracaso general, en comparación con su padre todopoderoso y triunfador. Trabaja en un periódico y decide renunciar como un acto más de rebeldía en su vida.
- Blas – amigo de Solo. Es el “gordito” del grupo, un tío bonachón, de pensamientos positivos y poco agraciado físicamente. No tiene éxito con las mujeres, aunque se empeñe en conquistarlas “sabiéndolas escuchar”. Es licenciado en Filología Inglesa.
- Claudio – amigo de Solo. Es el “guapo” del grupo, un tío seguro de sí mismo, que hace las veces de líder del grupo y "chulo" de las fiestas. Tiene éxito con las mujeres, lo que le acarrea numerosos problemas con otros tipos. Lleva una vida despreocupada y trabaja como repartidor de botellas.
- Raúl – amigo de Solo. Es el “casado” del grupo, un tío alto y delgado, que se siente abrumado por estar casado y añora la vida irresponsable y caótica de soltero, piensa constantemente en sexo (tiene inclinación por el sexo duro) y vive presa de dos mundos: su mujer y sus gemelos, por una parte, y por la otra, sus fantasías. Trabaja en la empresa de su suegro como contable.

### Personajes secundarios
- Bárbara – la antigua novia de Solo. Es una bella e inteligente chica de unos treinta y tantos años, práctica y de ideas modernas. Mantuvo una relación con Solo por 19 meses y 23 días. Terminaron por la indecisión de éste de no saber qué es lo que buscaba y esperaba de ella. Es licenciada en Psicología y fotógrafa por afición.
- Anabel – una conocida de Blas. Es una tía curtida de la vida que había terminado con su novio, un cocainómano, y que buscaba un poco de distracción a sus penas uniéndose al grupo de amigos en la primera parte del viaje.
- Elena – la esposa de Raúl. Una mujer de buena familia, responsable y que trata de mantener unida a su reciente familia, a pesar del poco apoyo recibido de parte de su marido. Se opone al viaje y está constantemente llamando a Raúl por el móvil para controlarlo.
- Sánchez – el perro de Claudio.
- El padre de Blas – pensionado, antiguo coronel franquista, con ideas militares y atracción a la tradición castrense alemana. Se hace cargo de Sánchez.
- Carlos – el prometido de Bárbara. Es un tipo fuerte, viril, encantador, deportista y de familia rica, que se ha ganado el amor de Bárbara. Solo ve en él únicamente un gran rival.
- Sonja –  una inmigrante ilegal de la República Checa que trabajaba forzadamente en el puticlub y se escapa con el grupo de amigos.
- Estrella – una interesante y experimentada mujer de unos sesenta años, que vive en el hotel perdido y que se “enrolla” con los pocos visitantes que caen por el hotel para darle color a su vida monótona.

## Organización
La novela está dividida en 3 partes, que a su vez se dividen en 11 capítulos (sin nombre):
- 1a. parte (6 capítulos) – Veinte mil leguas de viaje subnormal
- 2a. parte (3 capítulos) – Solo en ninguna parte
- 3a. parte (2 capítulos) – Es tan duro vivir sin ti o milonga triste